# Museo del Mare "Ammiraglio Carlo Mirabello"
Il Museo del Mare "Ammiraglio Carlo Mirabello" è un museo specializzato situato nel comune italiano di Tortona, in provincia di Alessandria, istituito nel 2008.

## Storia
Il Museo del mare di Tortona nasce per volontà del gruppo Marinai d'Italia "Lorenzo Bezzi" nel 2008. Il 10 giugno 2010 viene inaugurato ufficialmente alla presenza di autorità civili e militari, reparti della Marina Militare e popolazione. Attualmente il museo si estende su una superficie di circa 300 mq e conta circa 1500 reperti. La gestione è stata affidata ai volontari dell'Associazione "Amici del Museo del mare" di Tortona.

## Collezione
Il museo contiene prevalentemente reperti storici e marinareschi. Di particolare interesse è un raro esemplare di macchina crittografica tedesca Enigma una versione della stessa, ma italiana, in uso nel dopoguerra: la Cryptograph-CR. Vi si trova anche la raccolta di oggetti appartenuti al medico della spedizione polare del Duca degli Abruzzi (1899-1900). Per quanto riguarda i reperti marinareschi, questi spaziano invece da reperti romani di 2000 anni fa a strumenti e apparecchiature radar dei tempi recenti. Vi sono poi esposte varie uniformi sia della Regia Marina, che della Marina Militare, dei reparti speciali del Comsubin e del Reggimento San Marco. Degna di nota è anche l'edizione della "Encyclopedie Marine" di Diderot, D'Alembert e Panckoucke, stampata a Padova, allora Repubblica di Venezia, negli ultimi anni '90 del XVIII secolo. Infine si possono trovare numerosissimi modelli navali: dai grandi velieri appartenenti ai secoli scorsi fino alle più moderne navi della Seconda Guerra Mondiale, accanto ai quali sono presenti giornali di bordo ottocenteschi e diari di guerra dei marinai dell'associazione fondatrice, dei quali sono esposte anche croci di guerra e medaglie al valore.